# Global Champions Tour 2015

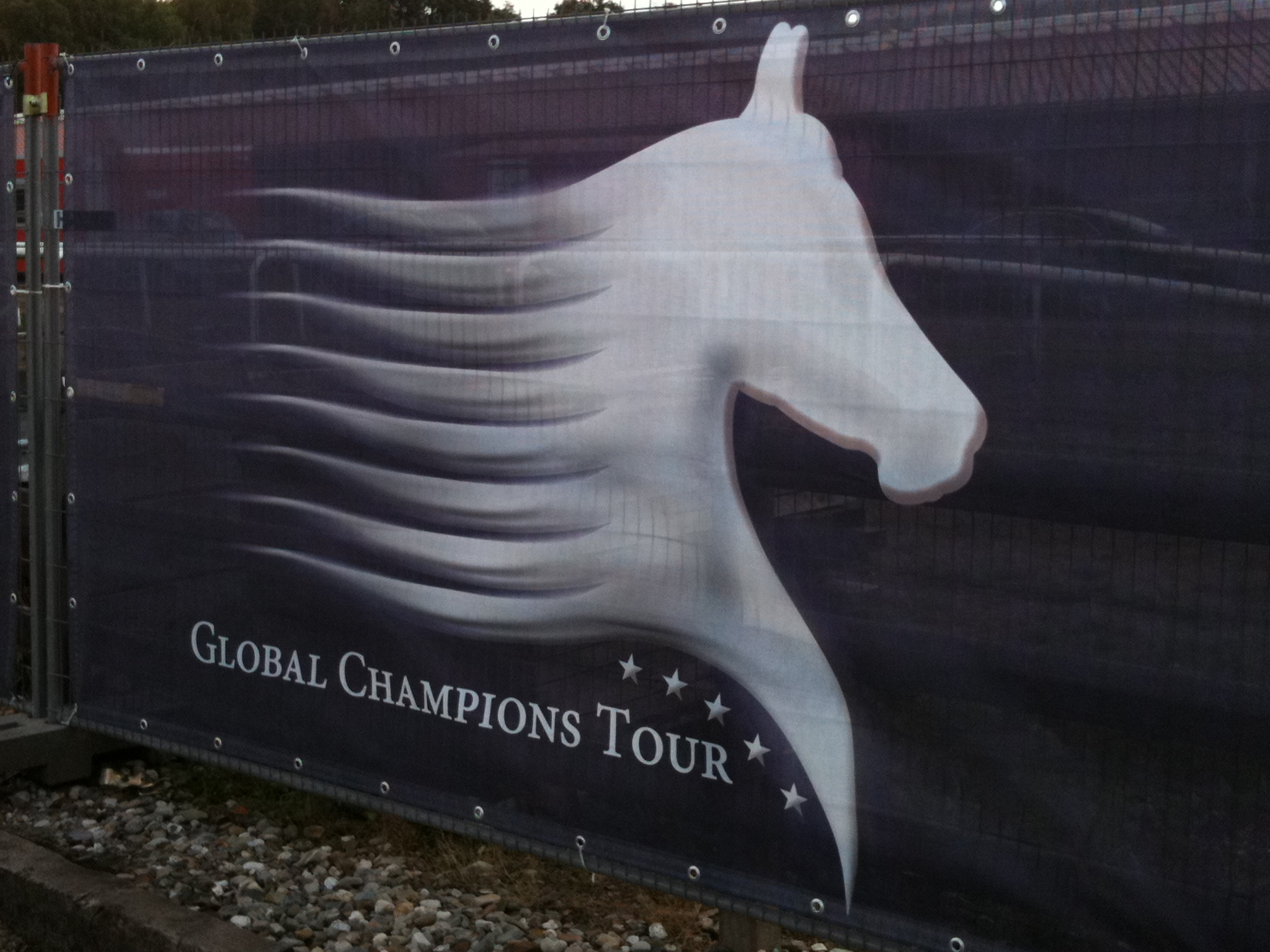
Logo der Global Champions Tour

Die Global Champions Tour 2015 war die zehnte Saison der Global Champions Tour, einer internationalen Turnierserie. Sie gilt als eine der wichtigsten Serien im Springreiten.
Erneut war Longines Namenssponsor und Zeitmesser der Serie, diese trug daher den Namen Longines Global Champions Tour 2015. Die Global Champions Tour (GCT) ist eine von der FEI anerkannte Turnierserie. Organisator ist Jan Tops, die Hälfte der Anteile an der Serie hält seit Sommer 2014 die McCourt Sports Limited, ein Tochterunternehmen des US-Finanzunternehmen McCourt Global.

## Ablauf der Turnierserie
Mit der Änderung der Besitzverhältnisse an der Global Champions Tour bekam die Turnierserie erstmals seit 2007 wieder eine Etappe in den Vereinigten Staaten, die den Auftakt zur Saison bildete. Die Turniere, in deren Rahmen die Global Champions Tour 2015 stattfanden, werden mehrheitlich in Europa durchgeführt (12 Stationen). Den Abschluss bildete eine Etappe auf der Arabischen Halbinsel, zum zweiten Mal wurde daneben auch ein Global Champions Tour-Turnier in China durchgeführt.
Die Wertungsprüfungen der Saison 2015 fanden zwischen dem 4. April und dem 15. November 2015 statt. Die Anzahl der Etappen hatte sich mit 15 um eine Station zur Vorsaison erhöht. Zwei neuen GCT-Turnieren in Miami Beach und Rom stand der Entfall der Etappe in Lausanne entgegen. Alle Turniere waren als CSI 5*, der höchsten Kategorie im Springreiten, ausgeschrieben.
Die Wertungsprüfungen fanden jeweils am Samstagnachmittag oder -abend statt. Sie waren als Springprüfung mit zwei unterschiedlichen Umläufen und Stechen ausgeschrieben, die Hindernishöhe betrug bis zu 1,60 Meter. Diese Prüfungen sind jeweils mit mindestens 285.000 € dotiert.
Den zweiten Umlauf der Prüfungen erreichen jeweils die besten 18 Reiter des ersten Umlaufs oder alle Reiter mit fehlerfreien Ritten, soweit dies mehr als 18 sind. Das Stechen erreichen jeweils die Teilnehmer, die nach den zwei Umläufen punktgleich auf Platz eins geführt wurden (im Regelfall also in beiden Umläufen fehlerfrei blieben).

## Medien
Eurosport war unverändert Medienpartner der Global Champions Tour. Es übertrug live oder zeitversetzt live den zweiten Umlauf sowie das Stechen der Wertungsprüfungen. Die Wertungsprüfungen sowie viele weitere Prüfungen der GCT-Turniere wurden auf der Internetseite der Global Champions Tour per Livestream übertragen.

## Die Prüfungen

### 1. Prüfung: Miami Beach
Die Saison 2015 begann mit einer GCT-Etappe in Nordamerika. Nachdem zuletzt 2007 eine Prüfung des Winter Equestrian Festivals Wertungsprüfung der Global Champions Tour war, wurde Miami Beach aus Austragungsort ausgewählt. Für das GCT-Turnier wurde ein provisorisches Reitstadion an den Strand von Miami Beach auf Höhe des Setai Hotels errichtet. Die zum Ozean zeigende Seite des Reitstadions wurde offen gelassen, so dass Strandbesucher auch die Reitwettbewerbe verfolgen konnten.
Im Rahmen des Turniers wurde die traditionsreiche Springprüfung „American Invitational“ integriert, die zum 43. Mal ausgetragen wurde. Im Vorjahr war diese im Sun Life Stadium in Miami durchgeführt worden, in den Jahren zuvor hatte sie Raymond James Stadium in Tampa stattgefunden. Im Jahr 2015 siegte Scott Brash mit Hello Forever im American Invitational am Freitagabend.
Einen Tag später, am Samstagnachmittag (4. April) wurde die GCT-Wertungsprüfung ausgetragen. Die erlaubte Zeit spielte im ersten Umlauf der Prüfung keine Rolle für die Reiter, nur eine Starterpaar bekam einen Zeitstrafpunkt zu seinem Ergebnis hinzu. In diesem Umlauf blieben zwölf Pferd-Reiter-Paare ohne Fehler. Sechs Reiter mit vier Strafpunkten kamen ebenfalls in den zweiten Umlauf. Im zweiten Umlauf blieben vier Starterpaare erneut fehlerfrei und zogen in das Stechen ein.
Als erster Starter ging Bassem Hassan Mohammed in das Stechen. Er trat hier mit Palloubet d'Halong an, den er im Vorjahr von seinem Landsmann Ali Al Rumaihi übernommen hatte. Mit einer schnellen Zeit von 39,74 Sekunden ging er zunächst in Führung. Wenig Glück hatte Roger Yves Bost, der als zweiter Startteilnehmer Nippon d'Elle eine Wendung zu unpassend ritt und einen Sprung nochmals anreiten musste, was ihm neben vier Strafpunkten für eine Verweigerung zudem einen Zeitstrafpunkt einbrachte. Der Sieg ging an den vorletzten Stechteilnehmer, Scott Brash gewann mit seinem Erfolgspferd Sanctos auch diese Prüfung.
|             | Reiter                 | Pferd              | 1. Umlauf | 1. Umlauf   | 2. Umlauf | 2. Umlauf   | Stechen  | Stechen | Wertungs- punkte |
| Strafpunkte | Reiter                 | Pferd              | Zeit (s)  | Strafpunkte | Zeit (s)  | Strafpunkte | Zeit (s) |         | Wertungs- punkte |
| ----------- | ---------------------- | ------------------ | --------- | ----------- | --------- | ----------- | -------- | ------- | ---------------- |
| 1           | Scott Brash            | Sanctos            | 0         | –           | 0         | –           | 0        | 38,57   | 40               |
| 2           | Bassem Hassan Mohammed | Palloubet d'Halong | 0         | –           | 0         | –           | 0        | 39,74   | 37               |
| 3           | Pieter Devos           | Candy              | 0         | –           | 0         | –           | 4        | 44,19   | 35               |

(Plätze eins bis drei von insgesamt 49 Teilnehmern)

### 2. Prüfung: Antwerpen
Zum zweiten Mal wurde im Hafen von Antwerpen eine Global Champions Tour-Etappe durchgeführt. Diese zweite Station der Turnierserie wurde vom 22. bis 25. April 2015 ausgetragen, die Wertungsprüfung fand am Abend des Samstag (25. April) statt.
Wie bereits in Miami, so gab es auch im ersten Umlauf der Antwerpener GCT-Wertungsprüfung nur wenige Zeitstrafpunkte. Fehlerfrei blieben hier 14 Starterpaare, vier Pferd-Reiter-Paare mit vier Punkten und einer Zeit von 69 Sekunden zogen ebenso in den zweiten Umlauf ein.
Im zweiten Umlauf gelang sechs Teilnehmern eine erneut fehlerfreie Runde. Im Stechen dieser sechs Reiter gab es drei fehlerfreie Ritte, der Sieg ging an Simon Delestre und den zehnjährigen Ryan des Hayettes.
|             | Reiter                | Pferd             | 1. Umlauf | 1. Umlauf   | 2. Umlauf | 2. Umlauf   | Stechen  | Stechen | Wertungs- punkte |
| Strafpunkte | Reiter                | Pferd             | Zeit (s)  | Strafpunkte | Zeit (s)  | Strafpunkte | Zeit (s) |         | Wertungs- punkte |
| ----------- | --------------------- | ----------------- | --------- | ----------- | --------- | ----------- | -------- | ------- | ---------------- |
| 1           | Simon Delestre        | Ryan des Hayettes | 0         | –           | 0         | –           | 0        | 37,96   | 40               |
| 2           | Hans-Dieter Dreher    | Embassy II        | 0         | –           | 0         | –           | 0        | 38,74   | 37               |
| 3           | Edwina Tops-Alexander | Lintea Tequila    | 0         | –           | 0         | –           | 0        | 40,30   | 35               |

(Plätze eins bis drei von insgesamt 50 Teilnehmern)

### 3. Prüfung: Madrid
Vom 1. bis 3. Mai 2015 fand im Club de Campo Villa de Madrid in Madrid die spanische Station der Global Champions Tour statt. Die Global Champions Tour-Wertungsprüfung wurde am Samstag ab 17:00 Uhr durchgeführt.
Im ersten Umlauf dieser Prüfung blieben nur sechs Reiter mit ihren Pferden ohne Hindernisfehler, zwei von ihnen hatten (wie mehr als zehn weitere Reiter) Zeitstrafpunkte. Durch die hohe Anzahl an Abwürfen kamen fast alle Reiter mit vier Strafpunkten ebenso in den zweiten Umlauf der besten 18 Teilnehmer.
Auch im zweiten Umlauf kam es zu einer Vielzahl von Fehlern. Auf ein Ergebnis von weniger als vier Strafpunkten kamen nur drei Teilnehmer, nur Luciana Diniz und ihr Schimmel Winningmood gelang ein zweiter fehlerfreier Ritt, so dass sie ohne die Notwendigkeit eines Stechens als Siegerin der Prüfung feststand.
|             | Reiter                | Pferd                    | 1. Umlauf | 1. Umlauf   | 2. Umlauf | 2. Umlauf   | Stechen  | Stechen | Wertungs- punkte |
| Strafpunkte | Reiter                | Pferd                    | Zeit (s)  | Strafpunkte | Zeit (s)  | Strafpunkte | Zeit (s) |         | Wertungs- punkte |
| ----------- | --------------------- | ------------------------ | --------- | ----------- | --------- | ----------- | -------- | ------- | ---------------- |
| 1           | Luciana Diniz         | Winningmood              | 0         | –           | 0         | 60,24       |          |         | 40               |
| 2           | Philippe Rozier       | Rahotep de Toscane       | 0         | –           | 1         | 62,32       |          |         | 37               |
| 3           | Manuel Fernandez Saro | Enriques of the Lowlands | 1         | –           | 1         | 62,04       |          |         | 35               |

(Plätze eins bis drei von insgesamt 50 Teilnehmern)

### 4. Prüfung: Shanghai
Zum zweiten Mal fand vom 8. bis 10. Mai 2015 eine Global Champions Tour-Etappe in Shanghai statt. Wie im Vorjahr ist das Turnier das einzige Springreitturnier in Festlandchina, bei der international erfolgreiche Springreiter mit ihren Grand Prix-Pferden an den Start gehen. Im Gegenzug waren, um die Quarantänebedingungen für die Pferde sicherzustellen, keine  chinesischen Teilnehmer mit ihren Pferden am Start.
Die Wertungsprüfung der Global Champions Tour wurde am 9. Mai ab 14:15 Uhr Ortszeit durchgeführt. Dreizehn Starterpaare blieben im ersten Umlauf fehlerfrei, weitere Reiter mit einem und vier Strafpunkten zogen ebenso in den zweiten Umlauf der besten 18 Teilnehmer ein. Im zweiten Umlauf blieben acht Pferd-Reiter-Paare erneut ohne Fehler. Ebenfalls zum zweiten Mal ohne Springfehler, aber mit einem Zeitstrafpunkt auf dem ersten Umlauf, verpasste Luca Maria Moneta mit Connery den Einzug in das Stechen knapp. Im Stechen kam es nur zu einem einzigen Hindernisfehler, sieben Reiter blieben ohne Fehler. Mit schon deutlichem Vorsprung siegte Harrie Smolders mit seiner 15-jährigen Stute Regina Z.
|             | Reiter           | Pferd    | 1. Umlauf | 1. Umlauf   | 2. Umlauf | 2. Umlauf   | Stechen  | Stechen | Wertungs- punkte |
| Strafpunkte | Reiter           | Pferd    | Zeit (s)  | Strafpunkte | Zeit (s)  | Strafpunkte | Zeit (s) |         | Wertungs- punkte |
| ----------- | ---------------- | -------- | --------- | ----------- | --------- | ----------- | -------- | ------- | ---------------- |
| 1           | Harrie Smolders  | Regina Z | 0         | –           | 0         | –           | 0        | 33,57   | 40               |
| 2           | Pius Schwizer    | Caretina | 0         | –           | 0         | –           | 0        | 34,20   | 37               |
| 3           | Michael Whitaker | Viking   | 0         | –           | 0         | –           | 0        | 34,99   | 35               |

(Plätze eins bis drei von insgesamt 35 Teilnehmern)

### 5. Prüfung: Hamburg
Die einzige deutsche Etappe der Global Champions Tour fand auch im Jahr 2015 im Rahmen des Deutschen Spring- und Dressurderbys statt. Das Turnier wurde am Himmelfahrtswochenende vom 14. bis zum 17. Mai 2015 in Hamburg-Klein Flottbek ausgetragen.
Der Große Preis von Hamburg, die GCT-Wertungsprüfung dieses Turniers, wurde am Nachmittag des 16. Mai 2015 durchgeführt. Im ersten Umlauf der Prüfung gelang acht Starterpaaren eine fehlerfreie Runde; zwei weitere kamen ohne Hindernisfehler, aber mit einem Zeitstrafpunkt in das Ziel. Für den zweiten Umlauf der besten 18 qualifizierten sich daneben noch Reiter mit einem Ergebnis von vier Strafpunkten und einer Zeit von unter 81 Sekunden.
Im zweiten Umlauf ohne Fehler, aber mit einem Zeitstrafpunkt aus dem ersten Umlauf verpasste Luciana Diniz mit Winningmood das Stechen knapp (siebenter Platz). Im Stechen der sechs Pferd-Reiter-Paare, die in beiden Umläufen ohne Fehler blieben, ging als Erster Nicola Philippaerts mit dem Darco-Sohn Forever d'Arco ter Linden an den Start. Philippaerts blieb ohne Fehler, seine Führung musste er jedoch bereits an den zweiten Stechteilnehmer abgeben. Philipp Weishaupt blieb mit Chico in unter 50 Sekunden fehlerfrei. Hans-Dieter Dreher kam mit Embassy II kam fast Weishaupts heran, vier Strafpunkte im Stechen warfen ihn jedoch zurück (Platz sechs). Besser lief es für Kent Farrington, der mit Voyeur weniger als 49 Sekunden für seinen fehlerfreien Ritt benötigte und sich an die Spitze setzten. Von dort verdrängte ihn auch nicht mehr Janne Friederike Meyer, die mit Goja ohne Fehler auf Rang fünf kam.
|             | Reiter               | Pferd  | 1. Umlauf | 1. Umlauf   | 2. Umlauf | 2. Umlauf   | Stechen  | Stechen | Wertungs- punkte |
| Strafpunkte | Reiter               | Pferd  | Zeit (s)  | Strafpunkte | Zeit (s)  | Strafpunkte | Zeit (s) |         | Wertungs- punkte |
| ----------- | -------------------- | ------ | --------- | ----------- | --------- | ----------- | -------- | ------- | ---------------- |
| 1           | Kent Farrington      | Voyeur | 0         | –           | 0         | –           | 0        | 48,97   | 40               |
| 2           | Philipp Weishaupt    | Chico  | 0         | –           | 0         | –           | 0        | 49,22   | 37               |
| 3           | Rolf-Göran Bengtsson | Casall | 0         | –           | 0         | –           | 0        | 50,11   | 35               |

(Plätze eins bis drei von insgesamt 47 Teilnehmern)

### 6. Prüfung: Cannes
Die erste von drei Turnieren der Global Champions Tour in Frankreich wurde in Cannes ausgetragen. Das Turnier Jumping Cannes, welches im Stade des Hespérides durchgeführt wurde, fand im Jahr 2015 vom 11. bis zum 13. Juni statt.
Im ersten Umlauf des Großen Preises von Caanes blieben 11 Starterpaare fehlerfrei. Neben drei Reitern mit einem Zeitstrafpunkt qualifizierten sich auch alle Teilnehmer mit vier Strafpunkten und einer Zeit von unter 72 Sekunden für den zweiten Umlauf. In diesem zweiten Umlauf kamen nur vier Pferd-Reiter-Paare erneut fehlerfrei in das Ziel. Mit nur einem Zeitstrafpunkt aus dem ersten Umlauf kam Ali bin Chalid Al Thani mit seinem Wallach First Devision auf den fünften Rang im Endergebnis. Im Stechen blieben alle vier Starter ohne Fehler, mit fast einer Sekunde Vorsprung siegte Pénélope Leprevost mit Ratina d'la Rousserie.
|             | Reiter               | Pferd                 | 1. Umlauf | 1. Umlauf   | 2. Umlauf | 2. Umlauf   | Stechen  | Stechen | Wertungs- punkte |
| Strafpunkte | Reiter               | Pferd                 | Zeit (s)  | Strafpunkte | Zeit (s)  | Strafpunkte | Zeit (s) |         | Wertungs- punkte |
| ----------- | -------------------- | --------------------- | --------- | ----------- | --------- | ----------- | -------- | ------- | ---------------- |
| 1           | Pénélope Leprevost   | Ratina d'la Rousserie | 0         | –           | 0         | –           | 0        | 36,86   | 40               |
| 2           | Rolf-Göran Bengtsson | Casall                | 0         | –           | 0         | –           | 0        | 37,82   | 37               |
| 3           | Luciana Diniz        | Fit For Fun           | 0         | –           | 0         | –           | 0        | 37,97   | 35               |

(Plätze eins bis drei von insgesamt 49 Teilnehmern)

### 7. Prüfung: Monaco
Das Global Champions Tour-Turnier von Monaco fand vom 25. Juni bis zum 27. Juni 2015 am Ufer des Boulevard Albert 1er am Port Hercule statt. Das Turnier, welches bereits zum zehnten Mal Etappe der Global Champions Tour war, wurde auf einem provisorisch für die Veranstaltung aufgeschütteten Sandplatz ausgetragen.
Um den zweiten Umlauf der Prüfung zu erreichen, war in Monaco eine fehlerfreie Runde fast zwingend erforderlich, da 15 Starterpaare ohne Fehler blieben. Nur die drei schnellsten Reiter mit vier Strafpunkten gelang ebenfalls der Einzug in den zweiten Umlauf. Neun der 15 fehlerfreien Teilnehmer des ersten Umlaufs glückte auch im zweiten Umlauf ein Ritt ohne Strafpunkte, was ihnen den Stecheinzug brachte. Den aufgrund der kleinen Reitbahn recht kurzen Stechparcours brachten sechst Reiter ohne Fehler hinter sich, am besten gelang dies Scott Brash. Mit der neunjährigen Stute M'Lady siegte er in einer Zeit von 28,45 Sekunden.
|             | Reiter            | Pferd   | 1. Umlauf | 1. Umlauf   | 2. Umlauf | 2. Umlauf   | Stechen  | Stechen | Wertungs- punkte |
| Strafpunkte | Reiter            | Pferd   | Zeit (s)  | Strafpunkte | Zeit (s)  | Strafpunkte | Zeit (s) |         | Wertungs- punkte |
| ----------- | ----------------- | ------- | --------- | ----------- | --------- | ----------- | -------- | ------- | ---------------- |
| 1           | Scott Brash       | M'Lady  | 0         | –           | 0         | –           | 0        | 28,45   | 40               |
| 2           | John Whitaker     | Argento | 0         | –           | 0         | –           | 0        | 28,83   | 37               |
| 3           | Emanuele Gaudiano | Admara  | 0         | –           | 0         | –           | 0        | 28,90   | 35               |

(Plätze eins bis drei von insgesamt 45 Teilnehmern)

### 8. Prüfung: Paris
Nach 2014 fand vom 3. bis 5. Juli 2015 zum zweiten Mal eine Station der Global Champions Tour in Paris statt. Austragungsort für das Reitturnier Paris Eiffel Jumping war das Champ de Mars in unmittelbarer Nähe zum Eiffelturm.
Im ersten Umlauf der Pariser GCT-Wertungsprüfung blieben 17 Starterpaare ohne Fehler. Von den drei Reitern mit einem Zeitstrafpunkt zog daher nur der schnellste, der Katarer Hamad Ali Mohamed Al Attiyah, zusammen mit den fehlerfreien Teilnehmern in den zweiten Umlauf ein. Fünf Reitern gelang es im zweiten Umlauf, erneut ohne Fehler zu bleiben. Im Stechen dieser fünf wurden drei Nullrunden erzielt, die schnellste und damit der Sieg zeigte der irische Nachwuchstalent Bertram Allen mit seinem 17-jährigen Hengst Romanov.
|             | Reiter        | Pferd         | 1. Umlauf | 1. Umlauf   | 2. Umlauf | 2. Umlauf   | Stechen  | Stechen | Wertungs- punkte |
| Strafpunkte | Reiter        | Pferd         | Zeit (s)  | Strafpunkte | Zeit (s)  | Strafpunkte | Zeit (s) |         | Wertungs- punkte |
| ----------- | ------------- | ------------- | --------- | ----------- | --------- | ----------- | -------- | ------- | ---------------- |
| 1           | Bertram Allen | Romanov       | 0         | –           | 0         | –           | 0        | 37,32   | 40               |
| 2           | Luciana Diniz | Fit For Fun   | 0         | –           | 0         | –           | 0        | 37,84   | 37               |
| 3           | Darragh Kenny | Sans Soucis Z | 0         | –           | 0         | –           | 0        | 39,36   | 35               |

(Plätze eins bis drei von insgesamt 49 Teilnehmern)

### 9. Prüfung: Estoril
Die portugiesische Etappe der Global Champions Tour wurde vom 9. bis 11. Juli 2015 im Hipódromo Manuel Possolo in Cascais ausgetragen. Da das benachbarte Estoril mit einer Werbekampagne als Sporttourismusregion beworben wird, wird als Veranstaltungsort üblicherweise Estoril genannt.
Die GCT-Wertungsprüfung bildete den Abschluss des mit vier Prüfungen, verteilt auf zwei Wettkampftage, sehr übersichtlichen Turnierprogramms. In den zweiten Umlauf der Prüfung zogen 15 Teilnehmer ohne Fehler aus dem ersten Umlauf und die drei schnellsten Vier-Fehler-Reiter ein. Vier Reitern aus diesem Starterfeld gelang im zweiten Umlauf mit ihren Pferden erneut ein fehlerfreier Ritt. Knapp den Stecheinzug verpasste Ludger Beerbaum, der mit Chaman einen Zeitstrafpunkt kassierte. Als Sieger aus dem Stechen ging Scott Brash hervor, der damit seinen Sieg aus dem Vorjahr verteidigte. Zudem war dieser erste Platz für Brash bereits der dritte Gewinn einer Global Champions Tour-Etappe im Jahr 2015.
|             | Reiter                   | Pferd        | 1. Umlauf | 1. Umlauf   | 2. Umlauf | 2. Umlauf   | Stechen  | Stechen | Wertungs- punkte |
| Strafpunkte | Reiter                   | Pferd        | Zeit (s)  | Strafpunkte | Zeit (s)  | Strafpunkte | Zeit (s) |         | Wertungs- punkte |
| ----------- | ------------------------ | ------------ | --------- | ----------- | --------- | ----------- | -------- | ------- | ---------------- |
| 1           | Scott Brash              | Sanctos      | 0         | –           | 0         | –           | 0        | 36,29   | 40               |
| 2           | Abdullah asch-Scharbatly | Domingo      | 0         | –           | 0         | –           | 0        | 37,90   | 37               |
| 3           | Greg Broderick           | Going Global | 0         | –           | 0         | –           | 0        | 40,97   | 35               |

(Plätze eins bis drei von insgesamt 43 Teilnehmern)

### 10. Prüfung: Chantilly
Die dritte französische Etappe der Global Champions Tour-Saison fand vom 17. bis zum 19. Juli 2015 auf dem Gelände der Rennbahn am Rande des Schlosses von Chantilly statt. Aufgrund des zeitgleich stattfindenden CSIO Mannheim waren keine für Deutschland reitenden Teilnehmer in Chantilly am Start.
Wertungspunkte für die Global Champions Tour konnten am Samstagnachmittag (18. Juli) im Longines GCT Grand Prix of Chantilly erritten werden. Im ersten Umlauf blieben ungewöhnlich wenige Starterpaare ohne Fehler, es gab nur neun Null-Fehler-Ritte. Von dieser Ausgangslage profitierte unter anderem der Kolumbianer Carlos Lopez, der mit einem Zeitstrafpunkt (den er im ersten Umlauf bekam) im Endergebnis auf den vierten Platz kam. Weniger Glück hatte René Tebbel, der nach einem fehlerfreien Ritt mit Forlap acht Strafpunkte im zweiten Umlauf kassierte und auf Rang 17 zurückfiel. In das Stechen zogen drei Reiter mit ihren Pferden ein, mit dem einzigen fehlerfreien Ritt im Stechen siegte Gregory Wathelet mit dem 10-jährigen Hengst Conrad.
|             | Reiter             | Pferd                | 1. Umlauf | 1. Umlauf   | 2. Umlauf | 2. Umlauf   | Stechen  | Stechen | Wertungs- punkte |
| Strafpunkte | Reiter             | Pferd                | Zeit (s)  | Strafpunkte | Zeit (s)  | Strafpunkte | Zeit (s) |         | Wertungs- punkte |
| ----------- | ------------------ | -------------------- | --------- | ----------- | --------- | ----------- | -------- | ------- | ---------------- |
| 1           | Gregory Wathelet   | Conrad               | 0         | –           | 0         | –           | 0        | 36,55   | 40               |
| 2           | Abdelkebir Ouaddar | Quickly de Kreisker  | 0         | –           | 0         | –           | 0        | 36,88   | 37               |
| 3           | Pénélope Leprevost | Vagabond de la Pomme | 0         | –           | 0         | –           | 0        | 37,31   | 35               |

(Plätze eins bis drei von insgesamt 49 Teilnehmern)

### 11. Prüfung: London
Vom 23. bis zum 25. Juli 2015 fand die britische Etappe der Global Champions Tour in London statt. Damit machte die Global Champions Tour zum dritten Mal in Folge Station im Vereinigten Königreich. Erneut wechselte der Austragungsort innerhalb Londons, das Turnier wurde im Syon Park an der Themse durchgeführt.
Im ersten Umlauf der Prüfung gab es 18 fehlerfreie Ritte, die sich damit für den zweiten Umlauf qualifizierten. 12 Starterpaaren gelang eine fehlerfreie Runde auch im zweiten Umlauf, so dass 12 Reiter im Stechen an den Start gingen. Im Stechen fiel die Entscheidung knapp aus, John Whitaker war mit Argento nur acht Hundertstelsekunden langsamer als Rolf-Göran Bengtsson, der mit Casall die Prüfung gewann.
|             | Reiter               | Pferd               | 1. Umlauf | 1. Umlauf   | 2. Umlauf | 2. Umlauf   | Stechen  | Stechen | Wertungs- punkte |
| Strafpunkte | Reiter               | Pferd               | Zeit (s)  | Strafpunkte | Zeit (s)  | Strafpunkte | Zeit (s) |         | Wertungs- punkte |
| ----------- | -------------------- | ------------------- | --------- | ----------- | --------- | ----------- | -------- | ------- | ---------------- |
| 1           | Rolf-Göran Bengtsson | Casall              | 0         | –           | 0         | –           | 0        | 34,91   | 40               |
| 2           | John Whitaker        | Argento             | 0         | –           | 0         | –           | 0        | 34,99   | 37               |
| 3           | Simon Delestre       | Qlassic Bois Margot | 0         | –           | 0         | –           | 0        | 35,63   | 35               |

(Plätze eins bis drei von insgesamt 45 Teilnehmern)

### 12. Prüfung: Valkenswaard
Bereits seit der ersten Global Champions Tour-Saison 2006 und damit zum zehnten Mal fand die niederländische Etappe der GCT im Heimatort des Serienbegründers Jan Tops in Valkenswaard statt. Das Turnier wurde im Jahr 2015 vom 13. August bis zum 16. August ausgetragen.
Einen Tag nach der erstmals ausgetragenen Mannschafts-Springprüfung am Freitagabend wurde die GCT-Wertungsprüfung am Abend des Samstags (15. August) durchgeführt. 12 Teilnehmerpaare blieben im ersten Umlauf ohne Fehler, sechs weitere mit vier Strafpunkten qualifizierten sich ebenso für den zweiten Umlauf. Sechs der zwölf fehlerfreien Reiter gelang auch im zweiten Umlauf ein Ritt ohne Fehler und damit der Stecheinzug. Das Stechen meisterten am besten Marco Kutscher mit dem 13-jährigen Hengst van Gogh, die die Prüfung für sich entschieden.
|             | Reiter                 | Pferd               | 1. Umlauf | 1. Umlauf   | 2. Umlauf | 2. Umlauf   | Stechen  | Stechen | Wertungs- punkte |
| Strafpunkte | Reiter                 | Pferd               | Zeit (s)  | Strafpunkte | Zeit (s)  | Strafpunkte | Zeit (s) |         | Wertungs- punkte |
| ----------- | ---------------------- | ------------------- | --------- | ----------- | --------- | ----------- | -------- | ------- | ---------------- |
| 1           | Marco Kutscher         | van Gogh            | 0         | –           | 0         | –           | 0        | 34,86   | 40               |
| 2           | Simon Delestre         | Qlassic Bois Margot | 0         | –           | 0         | –           | 0        | 34,97   | 37               |
| 3           | Bassem Hassan Mohammed | California          | 0         | –           | 0         | –           | 0        | 35,82   | 35               |

(Plätze eins bis drei von insgesamt 50 Teilnehmern)

### 13. Prüfung: Rom
Nachdem es zuletzt 2010 eine italienische Station der Global Champions Tour gab, machte die Turnierserie in ihrem zehnten Jahr erstmals in Rom Halt. Neben dem traditionsreichen Nationenpreisturnier auf der Piazza di Siena stellte das Turnier die zweite große Springreitveranstaltung in Rom dar. Dieses neue Turnier wurde vom 11. bis zum 13. September 2015 im Stadio dei Marmi durchgeführt.
Gleich 20 Reitern gelang es im ersten Umlauf der GCT-Prüfung von Rom, ohne Strafpunkte in das Ziel zu kommen und damit in den zweiten Umlauf einzuziehen. In diesem zweiten Umlauf wurden die Anforderungen nochmals erhöht, nur sechs Teilnehmerpaaren gelang der Stecheinzug mit einem weiteren fehlerlosen Ritt. Im Stechen gab es vier Ritte ohne Fehler, wie bereits in London siegte Rolf-Göran Bengtsson mit seinem Holsteiner Hengst Casall.
|             | Reiter               | Pferd         | 1. Umlauf | 1. Umlauf   | 2. Umlauf | 2. Umlauf   | Stechen  | Stechen | Wertungs- punkte |
| Strafpunkte | Reiter               | Pferd         | Zeit (s)  | Strafpunkte | Zeit (s)  | Strafpunkte | Zeit (s) |         | Wertungs- punkte |
| ----------- | -------------------- | ------------- | --------- | ----------- | --------- | ----------- | -------- | ------- | ---------------- |
| 1           | Rolf-Göran Bengtsson | Casall        | 0         | –           | 0         | –           | 0        | 37,87   | 40               |
| 2           | Luciana Diniz        | Fit For Fun   | 0         | –           | 0         | –           | 0        | 38,00   | 37               |
| 3           | Marcus Ehning        | Comme il faut | 0         | –           | 0         | –           | 0        | 38,32   | 35               |

(Plätze eins bis drei von insgesamt 50 Teilnehmern)

### 14. Prüfung: Wien
Nach einem Jahr Unterbrechung fand das österreichische GCT-Turnier wieder auf dem Wiener Rathausplatz statt. Das Turnier Vienna Masters wurde vom 17. September bis zum 20. September 2015 ausgetragen.
Nur sechs Pferd-Reiter-Paaren gelang es, im ersten Umlauf der Wiener GCT-Prüfung ohne Fehler zu bleiben. Dadurch zogen neben drei Reitern mit je einem Zeitstrafpunkt auch fast alle Teilnehmer mit vier Strafpunkten in den zweiten Umlauf ein. Bedingt durch diese Ausgangssituation blieb das Starterfeld des Stechens klein, nur drei Startern gelang mit einer weiteren fehlerfreien Runde der Stecheinzug. René Tebbel, der mit Forlap nach dem ersten Umlauf noch in Führung gelegen hatte, bekam im zweiten Umlauf vier Strafpunkte und rutschte auf den vierzehnten Platz ab.
Im Stechen ging Luciana Diniz als letzte Reiterin in den Parcours. Nachdem Harrie Smolders strafpunktfrei in 43,19 Sekunden geblieben war und Kevin Staut acht Strafpunkte im Stechen gesammelt hatte, hatte sie die Chance auf den Sieg. Sie blieb mit Winningmood in 42,81 Sekunden fehlerfrei und gewann damit die Prüfung.
|             | Reiter          | Pferd       | 1. Umlauf | 1. Umlauf   | 2. Umlauf | 2. Umlauf   | Stechen  | Stechen | Wertungs- punkte |
| Strafpunkte | Reiter          | Pferd       | Zeit (s)  | Strafpunkte | Zeit (s)  | Strafpunkte | Zeit (s) |         | Wertungs- punkte |
| ----------- | --------------- | ----------- | --------- | ----------- | --------- | ----------- | -------- | ------- | ---------------- |
| 1           | Luciana Diniz   | Winningmood | 0         | –           | 0         | –           | 0        | 42,81   | 40               |
| 2           | Harrie Smolders | Don Z       | 0         | –           | 0         | –           | 0        | 43,19   | 37               |
| 3           | Kevin Staut     | Silvana     | 0         | –           | 0         | –           | 8        | 39,24   | 35               |

(Plätze eins bis drei von insgesamt 46 Teilnehmern)

### 15. Prüfung: Doha
Erneut war Doha, Hauptstadt von Katar, Austragungsort der Schlussetappe der Global Champions Tour. Ausgetragen wurde das Turnier vom 12. bis zum 14. November 2015 in der 2013 errichteten Reitanlage Al Shaqab. Vor der Wertungsprüfung von Doha war das Rennen um den Gesamtsieg der Saison 2015 noch komplett offen: Scott Brash, Luciana Diniz und Rolf-Göran Bengtsson lagen in der Gesamtwertung nur wenige Punkte auseinander.
Im ersten Umlauf der Prüfung waren fünf Starterpaare ohne Fehler geblieben. Der zweite Umlauf reduzierte den Kreis der fehlerfreien Teilnehmern auf vier, die damit in das Stechen einzogen. Während Scott Brash mit Sanctos nur eben so den zweiten Umlauf erreicht hatte, qualifizierten sich Diniz und Bengtsson beide für das Stechen.
Im Stechen bekam Ali bin Chalid Al Thani vor heimischem Publikum acht Strafpunkte. Rolf-Göran Bengtsson gelang mit seinem Hengst Casall die langsamste fehlerfreie Runde des Stechens. Schneller war Meredith Michaels-Beerbaum, doch der Sieg ging an Luciana Diniz mit Fit For Fun, die damit auch deutlich die Gesamtwertung gewann.
|             | Reiter                     | Pferd       | 1. Umlauf | 1. Umlauf   | 2. Umlauf | 2. Umlauf   | Stechen  | Stechen | Wertungs- punkte |
| Strafpunkte | Reiter                     | Pferd       | Zeit (s)  | Strafpunkte | Zeit (s)  | Strafpunkte | Zeit (s) |         | Wertungs- punkte |
| ----------- | -------------------------- | ----------- | --------- | ----------- | --------- | ----------- | -------- | ------- | ---------------- |
| 1           | Luciana Diniz              | Fit For Fun | 0         | –           | 0         | –           | 0        | 36,10   | 40               |
| 2           | Meredith Michaels-Beerbaum | Fibonacci   | 0         | –           | 0         | –           | 0        | 36,55   | 37               |
| 3           | Rolf-Göran Bengtsson       | Casall      | 0         | –           | 0         | –           | 0        | 37,01   | 35               |

(Plätze eins bis drei von insgesamt 44 Teilnehmern)

## Gesamtwertung
Die Gesamtwertung entschied über den Gesamtsieg der Global Champions Tour. Anhand dieser Rangliste wurde am Ende der Saison ein Bonus-Preisgeld an die erfolgreichsten Reiter der Global Champions Tour vergeben.
|    | Reiter                  | Miami | Antw. | Madrid | Shanghai | Hamb. | Cannes | Monaco | Paris | Estoril | Chant. | London | Valkensw. | Rom | Wien | Doha | Wertungs- punkte | Preisgeld (Bonus) |
| -- | ----------------------- | ----- | ----- | ------ | -------- | ----- | ------ | ------ | ----- | ------- | ------ | ------ | --------- | --- | ---- | ---- | ---------------- | ----------------- |
| 1  | Luciana Diniz           | (29)  | (0)   | 40     | (26)     | 30    | 35     | (21)   | 37    | (28)    | –      | (21)   | 29        | 37  | 40   | 40   | 288              | 294.500 €         |
| 2  | Scott Brash             | 40    | (0)   | 33     | 32       | (0)   | (0)    | 40     | (29)  | 40      | (29)   | 31     | 31        | –   | 32   | (29) | 279              | 190.000 €         |
| 3  | Rolf-Göran Bengtsson    | –     | (27)  | (0)    | –        | 35    | 37     | 29     | 30    | –       | (0)    | 40     | (24)      | 40  | 31   | 35   | 277              | 123.500 €         |
| 4  | Simon Delestre          | –     | 40    | –      | (0)      | –     | 30     | –      | 28    | –       | 30     | 35     | 37        | 29  | 26   | (0)  | 255              | 76.000 €          |
| 5  | Christian Ahlmann       | –     | 33    | (0)    | 23       | 26    | (0)    | 30     | 27    | 33      | –      | 32     | (0)       | 30  | –    | –    | 234              | 47.500 €          |
| 6  | Ali bin Chalid Al Thani | (0)   | 31    | (0)    | 27       | (0)   | 32     | 33     | 21    | 25      | (0)    | 26     | (0)       | (0) | (0)  | 33   | 228              | 33.250 €          |
| 7  | John Whitaker           | –     | –     | (0)    | 24       | –     | 31     | 37     | 26    | 0       | 0      | 37     | –         | (0) | 25   | (0)  | 180              | 33.250 €          |
| 8  | Lauren Hough            | 32    | (0)   | (0)    | –        | 28    | (0)    | 20     | 23    | 0       | (0)    | –      | 25        | 21  | (0)  | 24   | 173              | 19.000 €          |
| 9  | Pénélope Leprevost      | –     | 0     | –      | –        | –     | 40     | –      | 32    | –       | 35     | 29     | 0         | 33  | 0    | (0)  | 169              | 19.000 €          |
| 10 | Bertram Allen           | –     | 0     | 32     | –        | –     | 0      | –      | 40    | 30      | 32     | –      | 0         | –   | –    | 31   | 165              | 19.000 €          |
| 11 | Kevin Staut             | (0)   | 30    | –      | (0)      | –     | 22     | 27     | 0     | 22      | –      | 0      | (0)       | –   | 35   | 27   | 163              | 19.000 €          |
| 12 | Pius Schwizer           | –     | 26    | 25     | 37       | 22    | (0)    | 0      | 0     | –       | 23     | –      | (0)       | (0) | 29   | (0)  | 162              | 14.250 €          |
| 13 | Marco Kutscher          | –     | (0)   | (0)    | 0        | 0     | 0      | 22     | –     | 26      | –      | –      | 40        | 29  | 28   | (0)  | 145              | 14.250 €          |
| 14 | Ludger Beerbaum         | –     | (0)   | (0)    | (0)      | 29    | –      | 0      | 0     | 32      | –      | 0      | 27        | 27  | –    | 30   | 145              | 14.250 €          |
| 15 | Constant van Paesschen  | (0)   | 22    | 0      | 20       | –     | 0      | –      | 22    | 21      | 31     | (0)    | (0)       | 19  | –    | –    | 135              | 9.500 €           |
| 16 | Kamal Bahamdan          | –     | –     | –      | 33       | –     | 0      | 0      | 0     | –       | 26     | 30     | 23        | 22  | (0)  | –    | 134              | 9.500 €           |
| 17 | Harrie Smolders         | –     | –     | –      | 40       | –     | –      | –      | –     | –       | 0      | –      | 22        | 0   | 37   | 25   | 124              | 7.125 €           |
| 18 | Gregory Wathelet        | 0     | 0     | –      | 25       | –     | 27     | –      | –     | 0       | 40     | 0      | 32        | –   | –    | (0)  | 124              | 7.125 €           |

Plätze eins bis 18, die acht besten Ergebnisse eines jeden Reiters gingen in die Gesamtwertung ein.